# Psautier de Ramsey
Ne pas confondre avec le Psautier d'Oswald appelé aussi Psautier de Ramsey

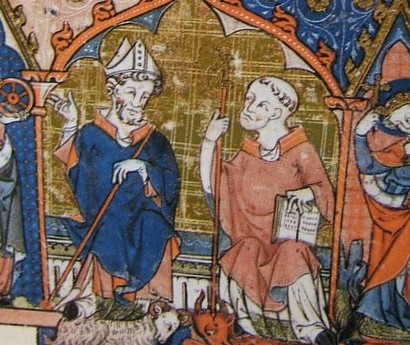
Saint Oswald et l'abbé Eadnoth de Ramsey.

Le psautier de Ramsey est un psautier médiéval enluminé sur parchemin et composé vers 1300-1310 pour l'abbaye de Ramsey, en Angleterre.

## Description
Le texte des psaumes en latin est composé avec nombre d'abréviations d'après la traduction de la Septante. Il a été offert par le cellérier (moine responsable des finances de l'abbaye) Guillaume de Grafham à l'abbé de Ramsey, Jean de Sawtry, et décrit également au folio 9v la fondation de l'abbaye trois siècles plus tôt par saint Oswald, en images. Par certains détails, notamment des lettrines, il est possible que le psautier ait été inspiré du psautier d'Utrecht. Les enluminures riches de détails, la délicatesse des couleurs, les lettrines et les finales à la feuille d'or en font un manuscrit exceptionnel de l'art gothique. Les pages de parchemin mesurent 17 centimètres sur 26 centimètres et sont rédigées et illustrées au recto et au verso. Certaines indications sont en allemand.
Il appartient à un groupe de manuscrits provenant tous d'abbayes de la région des Fens, dans l'East-Anglie, comme le psautier de Peterborough, sans pour autant avoir été fabriqués nécessairement sur place. D'après l'historienne de l'art Lucy Sandler, ils pourraient provenir d'un atelier situé à Londres.

## Composition du manuscrit et décorations
- Folio 2r : ordre des psaumes pour le dimanche et les jours de semaine, petites écritures rouges et brun foncé
- Folio 3 à 5v : prières rédigées en rouge avec des lettrines rouges et bleues
- Folio 6 à 10 : dix scènes bibliques richement colorées tirées de l'Ancien et du Nouveau Testament, avec des scènes représentant les protecteurs de l'abbaye (dont saint Benoît) ; la plupart disposées en quatre par page (voir en lien externe le site offrant les reproduction de ces dix pages enluminées)
- Folio 11 à 16 : douze mois de l'année calendaire bénédictine, en lettres rouges, bleues ou or ; on trouve à la fin du mois de décembre un portrait de Guillaume de Grafham, cellérier de l'abbaye de Ramsey
- Folio 17r : enluminure de pleine page représentant le Christ et la Vierge Marie assis côte à côte sur un trône; derrière eux se trouve saint Lucius, roi de Bretagne (Britannia) avec sa férule brisant une colonne païenne
- Folio 17v : prière de saint Jérôme dédiée aux psaumes avec une image sur la moitié de la page
- Folio 18 à 37 : grande lettrine B illustrée avec indication en marge Noctum am Sontag ; les psaumes 1 à 25 sont ornés de lettrines et de finales de différentes couleurs et dorées à la feuille ; on remarque en marge le roi David avec une harpe
- Folio 38 à 41 : grande lettrine D illustrée ; indication en marge Noctum am Montag ; psaumes 26 à 30 ; quinze lettrines et finales de différentes couleurs et dorées à la feuille
- Folio 42 à 51r : psaumes 30 à 37 avec quinze lettrines et finales rouges
- Folio 51v à 53 : grande lettrine D ; psaumes 38 à 40 ; quatre avec des lettrines et finales rouges
- Folio 54 à 63r : psaumes 40 à 50; quatre avec des lettrines et finales dorées et de différentes couleurs
- Folio 63 : grande lettrine illustrée Q ; psaume 51 avec lettrines et finales dorées et de différentes couleurs
- Folio 64 à 76r : grande lettrine illustrée D avec indication en marge Noctum am Mittwoch ; psaumes 52 à 67, avec lettrines et finales dorées et de différentes couleurs
- Folio 76 à 91v : grande lettrine illustrée S avec indication en marge Noctum am Dornstag ; psaumes 68 à 79, avec lettrines et finales dorées et de différentes couleurs
- Folio 91 à 105r : grande lettrine illustrée E avec indication en marge Noctum am Frytag ; psaumes 80 à 96; avec lettrines et finales dorées et de différentes couleurs
- Folio 105v à 107r : grande lettrine illustrée C avec indication en marge Noctum am Sambstag ; psaumes 97 à 100; avec lettrines et finales dorées et de différentes couleurs
- Folio 107v à 120 : grande lettrine illustrée D ; psaumes 101 à 108 ; avec lettrines et finales dorées et de différentes couleurs
- Folio 121 à 152r : grande lettrine illustrée D avec indication en marge Die vesper & Sonnentag, psaumes 109 à 150; avec lettrines et finales dorées et de différentes couleurs
- Folio 152 : grande lettrine C; Isaïe 12; avec lettrines et finales dorées et de différentes couleurs
- Folio 152v et 153 : lettrine E; Isaïe 38 10-20; avec lettrines et finales dorées et de différentes couleurs
- Folio 153v et 154r : lettrine E; Premier livre de Samuel 2 1-10; avec lettrines et finales dorées et de différentes couleurs
- Folio 154 et 155 : lettrine C; Livre de l'Exode 15 1-19; avec lettrines et finales dorées et de différentes couleurs
- Folio 155v à 157r : lettrine D; Livre de Habacuc 3 ; avec lettrines et finales dorées et de différentes couleurs
- Folio 157 à 160 : lettrine A; Deutéronome 32 1-43 ; avec lettrines et finales dorées et de différentes couleurs
- Folio 160v et 161 : lettrine B; cantique de la liturgie des Heures ; avec lettrines et finales dorées et de différentes couleurs
- Folio 161v et 162 : lettrine T ; Te Deum ; avec lettrines et finales dorées et de différentes couleurs
- Folio 162v et 163r : lettrine B ; Cantique de Zacharie ; lettrine M ; Magnificat ; lettrine N; Nunc dimittis; avec lettrines et finales dorées et de différentes couleurs
- Folio 163 à 166 : lettrine G ; Gloria ; lettrine P, Pater noster ; lettrine C ; Credo ; lettrine P ; Quicumque ; avec lettrines et finales dorées et de différentes couleurs
- Folio 167 à 169r : lettrine K ; Litanie des saints ; avec lettrines et finales bleues et rouges
- Folio 169v et 170 : lettrine S ; prières avec des lettrines rouges et bleues
- Folio 171r : lettrine I ; début de l'Évangile selon saint Jean de couleur rouge et brun foncé
- Folio 171v à 173r : lettrine S ; prières avec des lettrines rouges et bleues

## Localisation
Le  psautier de Ramsey a été longtemps en possession de laïcs et de prêtres séculiers, jusqu'à ce qu'il entre en possession au milieu du XVIe siècle de l'abbaye Saint-Blaise. Après la sécularisation et la dispersion de l'abbaye, il se trouve depuis 1806 en Carinthie à l'abbaye Saint-Paul du Lavanttal.
À l'origine, le psautier possédait dix grandes lettrines finement illustrées de différentes couleurs dont neuf existent encore. Onze enluminures ont été jadis ôtées du psautier. Dix pages (pages 6 à 10) se trouvent aujourd'hui à la Pierpont Morgan Library de New York (M.302), le reste étant à Lavanttal (Cod.XXV/2).
Un fac-similé a été édité en 1996.